# Саобраћај у Летонији
Република Летонија се налази на крајњем истоку Европске уније, па се и саобраћај земље ослања на везе овог удружења и земаља источно од ње, највише Русије. Све ово погодује развоју прометног саобраћаја у земљи.
Летонија има развијен друмски, железнички, ваздушни и водни саобраћај. Главни саобраћајни чвор у земљи је главни град, Рига.

## Железнички саобраћај
Главно железничко предузеће у Литванији су "Летонске железнице" у власништву државе.
Укупна дужина железничке мреже у Летонији је 2.347 km, од чега је 270 km елекрификовано (2001. г.). Већи део пруга у Летонији су, сходно свим земљама бившег Совјетског Савеза, шире од стандарсне ширине - 1524 mm. Дужина пруга са ужим колосеком од преовлађујућег је 33 km. Последњих година пруге се брзо обнављају и унапређују. Ово важи посебно за најважније пруге у Летонији, које све почињу у Риги, а иду ка:
- ка северу - Естонија (Талин)
- ка североистоку - Русија (Санкт Петербург)
- ка истоку - Даугавпилс, Белорусија (Минск)
- ка југу - Јелгава, Литванија (Вилњус)
- ка западу - Лиепаја, Вентспилс

Градски превоз железницом постоји у виду трамвајског превоза у Риги, Даугавпилсу и Лиепаји.
Железничка веза са суседним земљама:
- Естонија - да
- Русија - да
- Белорусија - да
- Литванија - да

## Друмски саобраћај
Укупна дужина путева у Летонији је 73.202 km, од тога са чврстом подлогом 28.256 km (2000. године). Прави ауто-путеви не постоје, савремени путеви са 4 коловозне траке постоје на прилазима Риги и Даугавпилсу. Међутим, изградња савремених саобраћајница је интензивна, нарочито према земљама Европске уније. Магистрални путеви носе двојну ознаку „А+број“. Балтички пут је најважнија путна веза у земљи и он се састоји из два дела - магистралног пута А1 и пута А8.

Најважнији путеви у Летонији су:
- магистрални пут А1, Рига - Салацгрива - граница са Естонијом
- магистрални пут А2, Рига - Валмиера - Валка - граница са Естонијом
- магистрални пут А6, Рига - Јекаблис - Даугавпилс - граница са Белорусијом
- магистрални пут А7, Рига - Бауска - граница са Литванијом
- магистрални пут А8, Рига - Јелгава - граница са Литванијом
- магистрални пут А9, Рига - Лиепаја
- магистрални пут А10, Рига - Вентспилс
- магистрални пут А13, Јекаблис - Резекне - граница са Русијом

## Водени саобраћај
Летонија је приморска земља и излази великом дужином обале на Балтичко море. У држави постоје неколико значајних поморских лука. у њих се може убројити и Рига, која се налази на ушћу реци Западне Двине веома близу њеног ушћа у Балтичко море, па је приступачна и за океанске бродове. Рига је некад била једна од најважнијих лука бившег Совјетског Савеза. Друге важне луке су Вентспилс и Лиепаја. Трговачка морнарица Литваније је значајна спрам величине државе.
Унутаркопнени пловни путеви у Летонији су дуги око 300 km. Најважнија река за пловидбу је Западна Двина са лукама Рига, Јекабпилс, Даугавпилс.

## Гасоводи и нафтоводи
Нафтовод: Дужина токова је 412 км (2003. године).
Гасовод: Дужина токова је 1.097 км (2003. године).

## Ваздушни транспорт
У Летонији је седиште неколико авио-компанија, од којих је најпознатија државно предузеће Ер Балтик. У држави постоји 24 званично уписана аеродрома, од тога 4 аеродрома поседује IATA код (IATA Airport Code) и сматрају се међународним аеродромима. То су:
- Међународни аеродром „Рига“, некада познат и као „Спилве“, у Риги - RIX
- Аеродром " Даугавпилс“, некада познат и као „Лоцики“, у Даугавпилсу - DGP
- Међународни аеродром „Лиепаја“ у Лиепаји - LPX
- Међународни аеродром „Ветспилс“ у Ветспилсу - VNT

Највећи и најважнији аеродром у земљи је Међународни аеродром „Рига“, који се налази 13 km југозападно од града. Већина других аеродрома служи за нискотарифне летове и у свом промету ослања се или на туризам или на летонску дијаспору.